# Акілле Піччіні
Акілле Піччіні (італ. Achille Piccini, нар. 24 жовтня 1911, Каррара — пом. 14 лютого 1995, Каррара) — італійський футболіст, захисник. По завершенні ігрової кар'єри — футбольний тренер.
Як гравець насамперед відомий виступами за клуб «Фіорентина», а також національну збірну Італії.
У складі збірної — олімпійський чемпіон.

## Клубна кар'єра
У дорослому футболі дебютував 1930 року виступами за команду клубу «Каррарезе», в якій провів три сезони.
Протягом 1933—1934 років захищав кольори команди клубу «Прато».
Своєю грою за останню команду привернув увагу представників тренерського штабу клубу «Фіорентина», до складу якого приєднався 1934 року. Відіграв за «фіалок» наступні чотири сезони своєї ігрової кар'єри.
Згодом з 1938 по 1944 рік грав у складі команд клубів «Наполі», «Луккезе-Лібертас», «Барі» та «Каррарезе».
Завершив професійну ігрову кар'єру у клубі «Анконітана», за команду якого виступав протягом 1945—1946 років.

## Виступи за збірну
1936 року дебютував в офіційних матчах у складі національної збірної Італії. Протягом кар'єри у національній команді, яка тривала усього 1 рік, провів у формі головної команди країни 5 матчів.
У складі збірної був учасником футбольного турніру на Олімпійських іграх 1936 року у Берліні, здобувши того року титул олімпійського чемпіона.

## Кар'єра тренера
Розпочав тренерську кар'єру невдовзі по завершенні кар'єри гравця, 1947 року, очоливши тренерський штаб клубу «Катанія».
Останнім місцем тренерської роботи був клуб «Трапані», команду якого Акілле Піччіні очолював як головний тренер до 1950 року.
Помер 14 лютого 1995 року на 84-му році життя у місті Каррара.

## Титули і досягнення
- Олімпійський чемпіон: 1936